# Ornithidium tonsoniae
Ornithidium tonsoniae là một loài thực vật có hoa trong họ Lan. Loài này được (Soto Arenas) Senghas mô tả khoa học đầu tiên năm 2001.